# Classe Newport
Le unità classe Newport News del tipo Landing Ship Tank (navi da sbarco per mezzi corazzati) statunitensi sono state le ultime di questo tipo per l'US Navy. Vascelli di grandi dimensioni, realizzate in circa 20 unità alla fine degli anni sessanta, avevano una caratteristica rampa di scarico mezzi prodiera per superare le asperità delle spiagge. L'armamento era in origine di 2 cannoni binati Mk 33 da 76/50, poi sostituiti dai Vulcan Phalanx.

## Unità
| Nome della nave    | Numero di scafo | Costruttore                 | Entrata in servizio US Navy– Radiazione | Destino                                                                        | Link |
| ------------------ | --------------- | --------------------------- | --------------------------------------- | ------------------------------------------------------------------------------ | ---- |
| Newport            | LST-1179        | Philadelphia Naval Shipyard | 1969–1992                               | Venduta alla marina militare messicana come Papaloapan (ARM A-411)             |      |
| Manitowoc          | LST-1180        | Philadelphia Naval Shipyard | 1970–1993                               | Venduta a Republic of China Navy come Chong ho (LST-232)                       |      |
| Sumter             | LST-1181        | Philadelphia Naval Shipyard | 1970–1993                               | Venduta a Republic of China Navy come ChongPing (LST-233)                      |      |
| Fresno             | LST-1182        | National Steel & SB         | 1969–1993                               | Affondata come nave bersaglio 15.09.2014                                       |      |
| Peoria             | LST-1183        | National Steel & SB         | 1970–1994                               | Affondata durante delle esercitazioni della flotta, 7/12/2004                  |      |
| Frederick          | LST-1184        | National Steel & SB         | 1970–2002                               | Venduta alla marina militare messicana come Usumacinta (ARM A-412), 11/22/2002 |      |
| Schenectady        | LST-1185        | National Steel & SB         | 1970–1993                               | Affondata durante delle esercitazioni della flotta, 11/23/2004                 |      |
| Cayuga             | LST-1186        | National Steel & SB         | 1970–1994                               | Venduta a Brazilian Navy come NDCC Mattoso Maia (G-28)                         |      |
| Tuscaloosa         | LST-1187        | National Steel & SB         | 1970–1993                               | Affondata come nave bersaglio luglio 2014                                      |      |
| Saginaw            | LST-1188        | National Steel & SB         | 1971–1994                               | Venduta a Royal Australian Navy come HMAS Kanimbla, 1994-2011                  |      |
| San Bernardino     | LST-1189        | National Steel & SB         | 1971–1995                               | Venduta alla Marina militare cilena come Valdivia (LST 93), Radiata nel 2010   |      |
| Boulder            | LST-1190        | National Steel & SB         | 1971–1994                               | A Philadelphia, destinata alla demolizione.                                    |      |
| Racine             | LST-1191        | National Steel & SB         | 1971–1993                               | Affondata come nave bersaglio 12 luglio 2018                                   |      |
| Spartanburg County | LST-1192        | National Steel & SB         | 1971–1994                               | Venduta a Royal Malaysian Navy come KD Sri Indera Pura (A-1505)                |      |
| Fairfax County     | LST-1193        | National Steel & SB         | 1971–1994                               | Venduta a Royal Australian Navy come HMAS Manoora, 1994-2011                   |      |
| La Moure County    | LST-1194        | National Steel & SB         | 1971–2000                               | Affondata durante delle esercitazioni della flotta, 7/10/2001                  |      |
| Barbour County     | LST-1195        | National Steel & SB         | 1972–1992                               | Affondata durante delle esercitazioni della flotta, 4/06/2004                  |      |
| Harlan County      | LST-1196        | National Steel & SB         | 1972–1995                               | Venduta alla Armada Española come Pizarro (L-42). Radiata nel 2012             |      |
| Barnstable County  | LST-1197        | National Steel & SB         | 1972–1994                               | Venduta alla Armada Española come Hernán Cortés (L-41) Radiata nel 2009        |      |
| Bristol County     | LST-1198        | National Steel & SB         | 1972–1994                               | Venduta alla Regia marina marocchina come Sidi Mohammed Ben Abdallah (407)     |      |